# Puccinia vincae
Puccinia vincae är en svampart som först beskrevs av Augustin Pyrame de Candolle, och fick sitt nu gällande namn av Charles Bagge Plowright 1836. Puccinia vincae ingår i släktet Puccinia och familjen Pucciniaceae.   Inga underarter finns listade i Catalogue of Life.